# North American Industry Classification System
Das North American Industry Classification System (NAICS)

NAICS Logo

ist ein in Kanada, Mexiko, und den USA benutztes Klassifikationssystem zur Klassifizierung von Unternehmen nach der Art ihrer ökonomischen Aktivitäten bzw. ihres Produktionsprozesses. Es ist der Nachfolger des Standard-Industrial-Classification-Systems (SIC), das allerdings weiterhin von bestimmten Regierungsbehörden wie der U.S. Securities and Exchange Commission (SEC) benutzt wird.